# Апшерони, Али
Али Апшерони (полное имя – Али-хаджи ибн Усман Аль-Апшерони, по рождению Олег Иванович Рубец; род. 19 июля 1962 года, Бина) – казахстанский религиозный и общественный деятель, мусульманский проповедник, теолог, миротворец. Председатель Евразийского межконфессионального миротворческого центра. Автор ряда трудов этического, философского и религиозного содержания.

## Биография
Родился 19 июля 1962 года в посёлке Бина рядом с Баку. В 1979 году окончил среднюю школу № 32, затем в 1983 году – Бакинское высшее общевойсковое командное училище имени Верховного Совета Азербайджанской ССР.
В звании лейтенанта был направлен для прохождения дальнейшей службы в Казахстан, в Среднеазиатский военный округ Министерства обороны СССР, где был распределён в мотострелковый полк на окраине Алма-Аты (ныне 1-я мотострелковая бригада Министерства обороны Республики Казахстан) на должность командира взвода.
В марте 1986 года был отправлен в зону боевых действий в Афганистане , где был определён в десантно-штурмовой батальон 66-й отдельной мотострелковой бригады, расположенной в окрестностях города Джелалабада в провинции Нангархар. Бригада вела активные боевые действия против моджахедов в трёх восточных провинциях Афганистана – Нангархар, Кунар и Лагман. В 1986-1988 годах Рубец командовал ротой десантно-штурмового батальона. Награждён орденом Красной Звезды.
В 1989 году уволился из армии, после чего официально принял ислам. Изучал каноны ислама под руководством Мухаммада Хуссайн-хаджи Алсабекова (бывшего заместителя Муфтия Казахстана и ректора Исламского университета при Духовном управлении мусульман Казахстана), после чего стал мусульманским проповедником под именем Али Апшерони.
В 1992 году совершил паломничество в Мекку, после чего создал Исламское религиозно-просветительское общество «Аль-Мадина» и стал его духовным наставником. В дальнейшем с миротворческими миссиями побывал во многих странах мира.
По своим религиозным взглядам суннит-традиционалист ханафитского мазхаба.
В октябре 1997 года в Алма-Ате, на Круглом столе с участием более чем 40 духовных лиц из стран СНГ, был избран председателем Евразийского межконфессионального миротворческого центра. На Али-хаджи возложили миссию миротворчества, поручив осуществлять межконфессиональную дипломатию на геополитическом пространстве СНГ в целях содействия скорейшему урегулированию возникающих конфликтов.
Также возглавлял Алматинскую организацию ветеранов войны в Афганистане.
До начала 2000-х годов еженедельно выступал с исламскими проповедями по казахстанскому телевидению и радио.

## Семья
Отец – Рубец Иван Васильевич, был моряком Каспийского пароходства, скончался в 1985 году. Мать – Рубец Юлия Павловна, преподаватель английского языка, проживала в России, скончалась в 2016 году. Сестра – Рубец Елена Ивановна, медицинский работник.
Жена – Светлана Владимировна Рубец (в девичестве Дудникова) – Нур Апшерони, по специальности – преподаватель математики. Дети – сын Олег (1984 г.р.) и дочь Оксана (1990 г.р.).

## Книги
- Ислам вчера, сегодня и завтра
- Книга размышлений
- Ислам и культура
- Ислам и наука
- Краткое жизнеописание пророка Мухаммада
- О жизненном опыте
- Пять столпов ислама
- Размышления.
- Сущность исламского мировоззрения
- Армия – боль моя (не закончена)